# Ewald Frömming
Ewald Frömming (* 11. August 1899; † 19. September 1960 in Berlin) war ein deutscher Malakologe. Er beschäftigte sich hauptsächlich mit den Landlungenschnecken und Süßwasserschnecken.

## Leben
Frömmings Jahrgang wurde zum Ersten Weltkrieg eingezogen. Er war bis 1919 Soldat und kehrte dann nach Berlin zurück, wo er als Volontär in der Industrie begann. An ein Studium war nicht zu denken und so war er in einem Industriebetrieb tätig und arbeitete an der Erforschung der Mollusken nur nebenbei. Besonders interessierten ihn ökologische Zusammenhänge. Nach vielen Veröffentlichungen in der von Richard Woltereck geleiteten Zeitschrift Internationale Revue der gesamten Hydrobiologie und Hydrographie konnte er nach dem Zweiten Weltkrieg in seinen letzten Lebensjahren seine Arbeiten in Büchern zusammenfassen und publizieren. Viele Beobachtungen im Freiland und Untersuchungen im Labor hatte er über die Lebensweise und Ernährung der verschiedenen bodenlebenden und bodenbewohnenden Schnecken aufgezeichnet. Über deren Biozönosen war zu Frömmings Zeit noch sehr wenig bekannt, aber es herrschte großes Interesse an Einblicken in diese Zusammenhänge.
Über die Grenzen Deutschlands hinaus wurde Frömming mit seinen zusammenfassenden Werken über die Landgastropoden und die Süßwasserschnecken bekannt, die jeweils über 400 Seiten umfassten. Ein weiteres Buch über das Verhalten der Schnecken zu den Pflanzen ihrer Umgebung kam erst nach Frömmings Tod heraus.
Frömming war dreimal verheiratet. Mit seiner ersten Ehefrau adoptierte er eine Tochter; aus seiner zweiten Ehe eine leibliche Tochter sowie einen leiblichen Sohn. Nach dem Tod seiner zweiten Frau im Jahr 1948 heiratete er erneut.

## Werke

### Bücher
- Die tierischen Schädlinge unserer Gewächshauspflanzen, ihre Lebensweise und Bekämpfung. Duncker & Humblot, Berlin 1953 (zusammen mit Hans-Peter Plate)
- Biologie der mitteleuropäischen Landgastropoden. Duncker & Humblot, Berlin 1954
- Biologie der mitteleuropäischen Süsswasserschnecken. Duncker & Humblot, Berlin 1956
- Das Verhalten unserer Schnecken zu den Pflanzen ihrer Umgebung. Duncker & Humblot, Berlin 1962

### Zeitschriftenartikel
- Zur Vermehrung der Radix ovata Drap. Internationale Revue der gesamten Hydrobiologie und Hydrographie, 31, 1, S. 312–318, 1934
- Über das Gehäuse von Theodoxus fluviatilis L. Internationale Revue der gesamten Hydrobiologie und Hydrographie, 33, 3, S. 305–312, 1936
- Über die Ernährung unserer Schlammschnecken. Internationale Revue der gesamten Hydrobiologie und Hydrographie, 34, 1–6, S. 43–56, 1937
- Experimentelle Untersuchungen über den Nahrungsbedarf einiger saprophag lebender Landschneckenarten. Zeitschrift für Pflanzenernährung, Düngung, Bodenkunde, 82, 1, S. 10–17, 1958